# HD 92938
HD 92938 ist ein Stern im offenen Sternhaufen IC 2602. Aufgrund der Ähnlichkeit dieses Sternhaufens zu den Plejaden wird IC 2602 auch gelegentlich als „südliche Plejaden“ bezeichnet.
Der Stern befindet sich im Sternbild Carina und ist ein Hauptreihenstern mit Spektralklasse B3V. Er befindet sich in einer Entfernung von etwa 480 Lj. Der Stern ist ferner ein Veränderlicher Stern.